# Madeleine Stowe
Madeleine Stowe (n. 18 august 1958) este o actriță americană; printre ale cărei interpretări memorabile se numără roluri din filmele Revenge, Stakeout, Unlawful Entry, Ultimul mohican, Blink, China Moon, 12 Monkeys și We Were Soldiers.

## Biografie
Madeleine Stowe s-a născut ca primul copil al familiei cu trei copii. Mama ei Mireya este dintr-o familie proeminentă din Costa Rica, iar tatăl ei, Robert Stowe era inginer constructor. 
Tatăl lui Stowe suferea de scleroză multiplă, iar ea îl acompania la tratamente.
Luând lecții de pian la vârsta de 10-18 ani aspira să devină pianistă. Mai târziu Stowe explica că prin lecțiile și repetițiile de pian evita să socializeze cu alți copii de vârsta ei. După moartea profesorului ei de pian, când ea avea 18 ani, a hotărât că a sosit timpul ca să fie ea însăși. Madeleine Stowe s-a dus la prima ei întâlnire la vârsta de 18 ani.

## Carieră
Stowe a studiat cinematografia și jurnalismul la Universitatea din California de Sud. Nu era prea interesată de studii, însă ea s-a oferit ca voluntar să joace în spectacole la teatrul Solaris, din Beverly Hills, unde un agent de film a văzut-o într-o piesă de teatru și i-a dat mai multe oferte bune pentru apariții în televiziune și pentru filme de cinema. În 1978, ea și-a făcut debutul într-un episod din serialul de poliție Baretta, urmată de un șir de apariții la TV cum ar fi The Amazing Spider-Man, Barnaby Jones și Little House on the Prairie în ultimul ea a jucat rolul lui Annie Crane - o  pictoriță oarbă. În 1978, ea a interpretat un rol important în rolul Fecioarei Maria în filmul de televiziune The Nativity (Nașterea Domnului).  
Ea a jucat în miniserialul NBC The Gangster Chronicles (Cronicile gangsterilor), în care a jucat alături de Brian Benben, viitorul ei soț. Ea a jucat, de asemenea, în mai multe filme de televiziune, cum ar fi Deerslayer (1978), Amazons (1984) si Blood & Orchids (1986).
În 1987, Stowe a apărut în primul ei rol în care a avut succes foarte mare în comedia Stakeout(Filaj) alături de Richard Dreyfuss și Emilio Estevez. 
Filmul avut un succes de casă atât de mare, încât a ocupat locul 1 la box-office. The film debuted at No.1 at the box office.  
După Filaj în 1989 a jucat cu Mark Harmon în comedia Worth Winning, în thrillerul Revenge (Răzbunare) alături de Kevin Costner și Anthony Quinn în 1990 și în The Two Jakes alături de Jack Nicholson. Ea a jucat un rol principal în filmul Closet Land din 1991, film scris și regizat de Radha Bharadwaj.

## Filmografie
| Film         | Film                               | Film                         | Film                       | Film |
| Anul         | Titlul filmului în limba engleză   | Rol                          | Note                       |      |
| ------------ | ---------------------------------- | ---------------------------- | -------------------------- | ---- |
| 1982         | Gangster Wars                      | Ruth Lasker                  |                            |      |
| 1987         | Stakeout                           | Maria McGuire                |                            |      |
| 1988         | Tropical Snow                      | Marina                       |                            |      |
| 1989         | Worth Winning                      | Veronica Briskow             |                            |      |
| 1990         | Revenge                            | Miryea                       |                            |      |
| 1990         | The Two Jakes                      | Lillian Bodine               |                            |      |
| 1991         | Closet Land                        | Victim                       |                            |      |
| 1992         | Unlawful Entry                     | Karen Carr                   |                            |      |
| 1992         | Ultimul mohican                    | Cora Munro                   |                            |      |
| 1993         | Another Stakeout                   | Maria McGuire                | uncredited                 |      |
| 1993         | Short Cuts                         | Sherri Shepard               |                            |      |
| 1994         | China Moon                         | Rachel Munro                 |                            |      |
| 1994         | Blink                              | Emma Brody                   |                            |      |
| 1994         | Bad Girls                          | Cody Zamora                  |                            |      |
| 1995         | 12 Monkeys                         | Kathryn Railly               |                            |      |
| 1998         | The Proposition                    | Eleanor Barret               |                            |      |
| 1998         | Playing by Heart                   | Gracie                       |                            |      |
| 1999         | The General's Daughter             | Warr. Off. Sara Sunhill      |                            |      |
| 2001         | Impostor                           | Maya Olham                   |                            |      |
| 2002         | We Were Soldiers                   | Julie Moore                  |                            |      |
| 2002         | Avenging Angelo                    | Jennifer Barrett Allieghieri |                            |      |
| 2003         | Octane                             | Senga Wilson                 |                            |      |
| Televiziune  |                                    |                              |                            |      |
| An           | Titlul filmului în limba engleză   | Rol                          | Note                       |      |
| 1978         | Baretta                            | Anna                         | Episod: "The Marker"       |      |
| 1978         | The Amazing Spider-Man (TV series) | Maria Calderon               | Episod: "Escort to Danger" |      |
| 1978         | The Nativity                       | Feciora Maria                | Film TV                    |      |
| 1978         | The Deerslayer                     | Hetty Hutter                 | Film TV                    |      |
| 1979         | Barnaby Jones                      | Diane                        | Episod: "School of Terror" |      |
| 1980         | Beulah Land                        | Selma Kendrick Davis         | miniserial TV              |      |
| 1980         | Little House on the Prairie        | Annie Crane                  | Episod: "Portrait of Love" |      |
| 1981         | Trapper John, M.D.                 | Cassie                       | Episod: "Creepy Time Gal"  |      |
| 1981         | The Gangster Chronicles            | Ruth Lasker                  | serial TV                  |      |
| 1984         | Amazons                            | Dr. Sharon Fields            | film TV                    |      |
| 1986         | Blood & Orchids                    | Hester Ashley Murdoch        | film TV                    |      |
| 2002         | The Magnificent Ambersons          | Isabel Amberson Minafer      | film TV                    |      |
| 2005         | Saving Milly                       | Milly                        | film TV                    |      |
| 2006         | Southern Comfort                   | Charlotte                    | TV                         |      |
| 2007         | Raines                             | Dr. Samantha Kohl            | TV series; 6 episodes      |      |
| 2009         | The Christmas Hope                 | Patricia Addison             | TV movie                   |      |
| 2011–prezent | Revenge                            | Victoria Grayson             | TV series; Series regular  |      |

## Premii și nominalizări
| Lista premiilor și nominalizărilor | Lista premiilor și nominalizărilor              | Lista premiilor și nominalizărilor                                                          | Lista premiilor și nominalizărilor | Lista premiilor și nominalizărilor |
| An                                 | Premiu                                          | Categorie                                                                                   | Film                               | Notă                               |
| ---------------------------------- | ----------------------------------------------- | ------------------------------------------------------------------------------------------- | ---------------------------------- | ---------------------------------- |
| 1993                               | Festivalul de film din Veneția                  | Cupa Volpi                                                                                  | en:Short Cuts                      | Câștigat                           |
| 1994                               | Premiul criticilor Societății Naționale de film | Premiul criticilor Societății Naționale de film pentru cea mai bună actriță în rol secundar | Short Cuts                         | Câștigat                           |
| 1994                               | Premiul Globul de Aur                           | Premiul Globul de Aur                                                                       | Short Cuts                         | Câștigat                           |
| 1996                               | Premiul revistei Science fiction                | Cea mai bună actriță                                                                        | en:Twelve Monkeys                  | Câștigat                           |
| 1996                               | Premiile Saturn                                 | Premiile Saturn pentru cea mai bună actriță                                                 | Twelve Monkeys                     | Nominalizare                       |
| 2000                               | Premiile Blockbuster Entertainment              | Cea mai bună actriță în rol secundar - Suspans                                              | The General's Daughter             | Nominalizare                       |
| 2000                               | Premiile ALMA                                   | Cea mai bună actriță                                                                        | The General's Daughter             | Nominalizare                       |
| 2003                               | Premiul Veteranilor Americani                   | Cea mai bună actriță                                                                        | en:We Were Soldiers                | Câștigat                           |
| 2005                               | Premiul Imagen Foundation                       | Cea mai bună actriță                                                                        | en:Saving Milly                    | Câștigat                           |
| 2012                               | Premiul Globul de Aur                           | Premiul Globul de Aur pentru cea mai bună actriță                                           | Revenge                            | Nominalizare                       |
| 2012                               | Premiul GLAAD                                   | Rolul anului                                                                                | Revenge                            | Nominalizare                       |